# Amblyeleotris masuii
Amblyeleotris masuii là một loài cá biển thuộc chi Amblyeleotris trong họ Cá bống trắng. Loài cá này được mô tả lần đầu tiên vào năm 1996.

## Từ nguyên
Từ định danh masuii được đặt theo tên của M. Masui, một nhà sưu tập của cửa hàng cá Umikawa, người đã thu thập mẫu định danh của loài cá này.

## Phân bố và môi trường sống
A. masuii hiện được biết đến tại quần đảo Ryukyu (Nhật Bản), đảo Bali (Indonesia) về phía đông đến Philippines. Loài này được thu thập trên nền cát của rạn san hô ở độ sâu khoảng 12–40 m.

## Mô tả
Chiều dài cơ thể lớn nhất được ghi nhận ở A. masuii là 11 cm. Đầu và thân màu trắng xám, bụng trắng hơn, có 4 sọc nâu trên thân. Lốm đốm các vệt nâu ở đầu và khoảng trắng giữa các sọc nâu của thân. Đầu có một sọc nâu từ gáy xuống nắp mang, một vệt nâu ở sau và dưới mắt, có các vệt đốm xanh lam rải rác, các đốm đen ở hai bên cằm. Vây đuôi nhọn hình mũi giáo.
Số gai vây lưng: 7; Số tia vây lưng: 13; Số gai vây hậu môn: 1; Số tia vây hậu môn: 13; Số gai vây bụng: 1; Số tia vây bụng: 5.